# Rotazione di Terrell

Confronto tra la contrazione delle lunghezze misurata di un cubo e il modo in cui esso appare all'osservatore a causa dell'effetto Terrell. L'osservatore è posto di fronte al cubo ad una distanza pari a quattro volte la lunghezza del lato del cubo, ad un'altezza pari ai tre quarti dello stesso; l'immagine è proiettata su uno schermo posto verticalmente rispetto al cubo, in modo tale da renderne parallele le linee verticali prima della deformazione.

La rotazione di Terrell o effetto Terrell è la deformazione apparente di un oggetto in moto a velocità prossime alla velocità della luce come conseguenza della teoria della relatività ristretta.
Questo comportamento è stato descritto indipendentemente da Roger Penrose e da James Terrell. L'articolo di Penrose fu presentato il 29 luglio 1958 e pubblicato nel gennaio 1959. L'articolo di Terrell fu presentato il 22 giugno 1959 e pubblicato il 15 novembre 1959. Il fenomeno generale fu notato già nel 1924 dal fisico austriaco Anton Lampa, mentre fu diffuso da Victor Weisskopf in un articolo della rivista Physics Today del 1960. A causa di controversie iniziali sulla sua corretta attribuzione, l'effetto è talvolta noto anche come effetto Penrose-Terrell, effetto Terrell-Penrose o effetto Lampa-Terrell-Penrose.
Gli articoli di Terrell e Penrose hanno sottolineato che nonostante la relatività ristretta descrivesse una "contrazione apparente" negli oggetti in movimento, con un'analisi attenta della teoria si denotano altri effetti. A causa dell'intervallo temporale che intercorre tra la ricezione del segnale proveniente da vari punti di un cubo da parte dell'osservatore, un oggetto in fase di allontanamento apparirebbe contratto, uno in fase di avvicinamento apparirebbe allungato e uno in moto trasversale apparirebbe ruotato. Secondo Roger Penrose, "la luce della parte terminale raggiunge l'osservatore da dietro la sfera, cosa resa possibile dal fatto che la sfera è in movimento".
Per le immagini di oggetti in movimento trasversale rispetto all'osservatore, l'apparente contrazione delle distanza tra i punti appartenenti alla superficie trasversale dell'oggetto potrebbe essere interpretata come una variazione apparente dell'angolo di osservazione e l'oggetto potrebbe essere considerato ruotato. Pertanto, la precedente (e popolare) descrizione dell'effetto relativistico secondo il quale un oggetto in moto trasversale rispetto all'osservatore sarebbe apparso semplicemente schiacciato (per esempio, una sfera sarebbe stata descritta come un ellissoide apparente) era errata. In effetti, proprio la scelta della sfera come solido di riferimento potrebbe essere stata determinante nella nascita di tale errore, dal momento che la rotazione di Terrell risulterebbe indistinguibile da una semplice contrazione su una sfera, a causa della mancanza di spigoli e facce piane, utili riferimenti nel caso, per esempio, di un cubo.
Gli articoli di Terrell e Penrose hanno ispirato una serie di articoli successivi, molti dei quali pubblicati nell'American Journal of Physics, volti all'approfondimento delle conseguenze di questa correzione. Tali articoli hanno sottolineato come alcune discussioni esistenti sulla relatività speciale fossero inesatte e come gli effetti "spiegati" non fossero quelli realmente previsti dalla teoria; tali articoli non hanno quindi cambiato in alcun modo la struttura matematica effettiva della relatività speciale, ma hanno corretto vari fraintendimenti riguardo alle previsioni della stessa.